# Марафонское сражение (1824)
Марафонское сражение 1824 года (греч. Η Μάχη του Μαραθώνα) — эпизод Освободительной войны Греции (1821—1829). Поскольку сражение произошло на поле, где в 490 году до н. э. состоялась битва при Марафоне, участники события придали ему символическое значение, что отражается и в сегодняшних изданиях, но в силу политической междоусобицы тех лет преувеличивали его значение, противопоставляя его победам одержанным раннее их противниками.

## Обстановка в восставшей Греции в 1824 году
После побед греческих повстанцев на суше и на море в период 1821—1823 годов османский султан Махмуд II был вынужден вовлечь в войну против восставших греков правителя номинально вассального Египта Мухаммеда Али, который располагал армией и флотом организованными французами. Султан обещал Мухаммеду Али Крит, Морею и пост командующего султанской армией. Мухаммед принял предложение, что соответствовало его далеко идущим планам. Он объявил, что задействует в экспедиции 20 тысяч солдат и весь свой флот:В-338.
30 мая египетский флот сломил сопротивление жителей острова Касос, после чего последовала резня населения. Почти одновременно, в июне, султанский флот опустошил остров Псара, чья героическая оборона именуется в греческой литературе и историографии «Холокост Псары», согласно первоначальному значению этого греческого слова (полное сожжение/жертва за идеалы.
Одновременно турецким гарнизонам и мусульманскому населению в материковой Греции было приказано координировать свои действия с высадившимися на Пелопоннесе египетскими войсками и предпринять наступательные действия на регионы Средней Греции, контролируемые повстанцами.
Между тем военно-политическая междоусобица среди восставших греков, имевшая место с самого начала восстания, к 1823 году приняла угрожающие размеры и не прекращалась, несмотря на мобилизацию всех сил Османской империи и её вассалов.
Отстранив ещё в 1821 году от руководства войной революционную организацию «Филики Этерия», подготовившую восстание, греческие землевладельцы и судовладельцы вступили в конфликт с видными военачальниками, главным образом с Теодором Колокотронисом на Пелопоннесе и Одиссеем Андруцосом в Средней Греции.
Одновременно судовладельцы и политики, возглавляемые фанариотом Александром Маврокордатосом, стали ориентировать восставшую Грецию на Британию.
В феврале 1824 года временное греческое правительство взяло в Лондоне заём в 800 тысяч фунтов, что стало шагом вхождения воссоздаваемого государства в сферу влияния Британии и укрепило позиции судовладельца-идриота Лазаря Кундуриотиса:Δ-359.

### Яннис Гурас

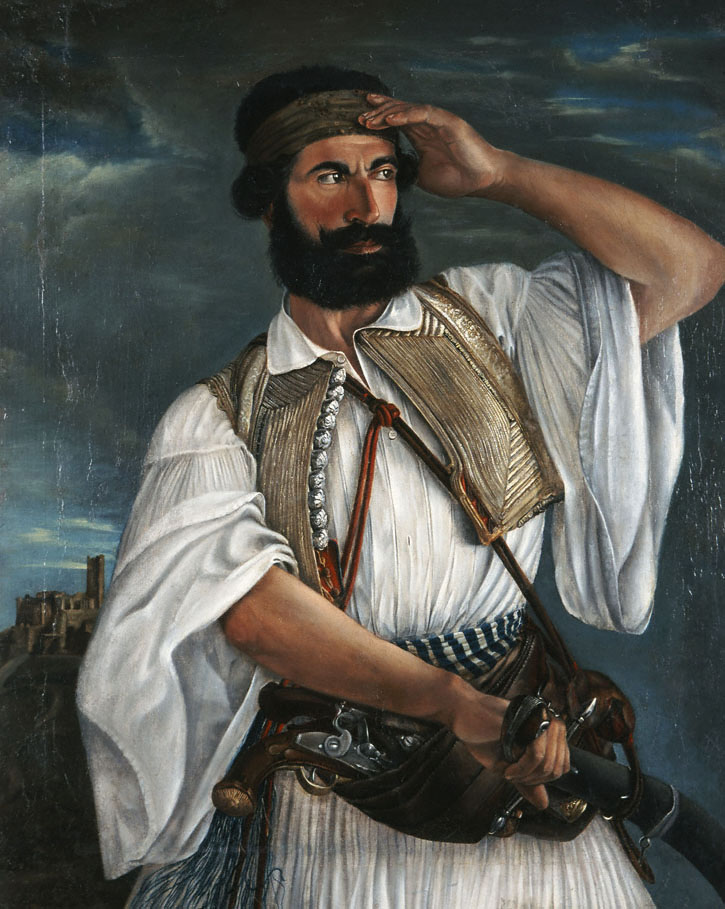
Филиппос Маргаритис. Портрет капитана Гураса

Согласно современному греческому историку Стефаносу Папагеоргиу, Яннис Гурас принадлежал к ряду второстепенных местных арматолов, получивших всегреческую известность лишь с началом Греческой революции.
В качестве адъютанта Одиссея Андруцоса Гурас оставался «в тени» своего командира:59.
В марте 1821 года и по приказу Андруцоса Гурас взял крепость Салоны (Амфисы), под командованием Андруцоса он отличился в битве при Гравье.
Гурас прославился в сражении при Василика в августе 1821 года, после чего стал самостоятельным военачальником, оставаясь в тесных отношениях с Андруцосом.
В 1822 году Андруцос назначил его комендантом Афинского Акрополя.
Правление Гураса по отношению к афинянам было тираническим и сопровождалось насилием, арестами, заключениями, кульминацией которых стало убийство знатного жителя Афин Н. Сарриса.
С 1823 года, манипулируя амбициями Гураса, Александр Маврокордатос использовал его в своих интригах против Одиссея Андруцоса и других военачальников, после чего в 1824 году Гурас передал Акрополь правительству:567 и 14 июня получил должность коменданта Акрополя, на этот раз от временного правительства, к великому негодованию и обиде Андруцоса. (В 1825 году Гурас был назначен командующим силами Средней Греции вместо Андруцоса, которого держал под арестом на Акрополе. 7 июня люди Гураса убили его бывшего командира, якобы при попытке к бегству).

## Марафонское сражение
Омер-паша был одним из самых влиятельных мусульманских землевладельцев и военачальников на юге острова Эвбея и держал под своим контролем крепость города Каристос.
Как и другие турецкие военачальники Средней Греции, Эпира, Фессалии и Македонии, Омер-паша получил указание султана воспользоваться высадкой египтян на Пелопоннесе и продвинуться на юг, на территории, остававшиеся под контролем повстанцев.
Омер-паша выступил сразу после получения подкреплений, представленных 2 тысячами янычар и артиллерией. Вместе с его личной тысячей и кавалерией силы Омера-паши превышали 3 тысячи человек и были переправлены османским флотом через Южный Эвбейский залив в Оропос на северо-восточном побережье Аттики.
Омер-паша начал свою деятельность разорением и грабежом прибрежных сёл восточной Аттики и только после этого направился к Афинам.
Получив эту информацию, Гурас решил не отсиживаться на Акрополе, вместе с военачальниками И. Мамурисом, Рукисом и Превезианосом наспех собрал около 600 вооружённых человек и, несмотря на пятикратное численное превосходство турок, направился к Марафону.

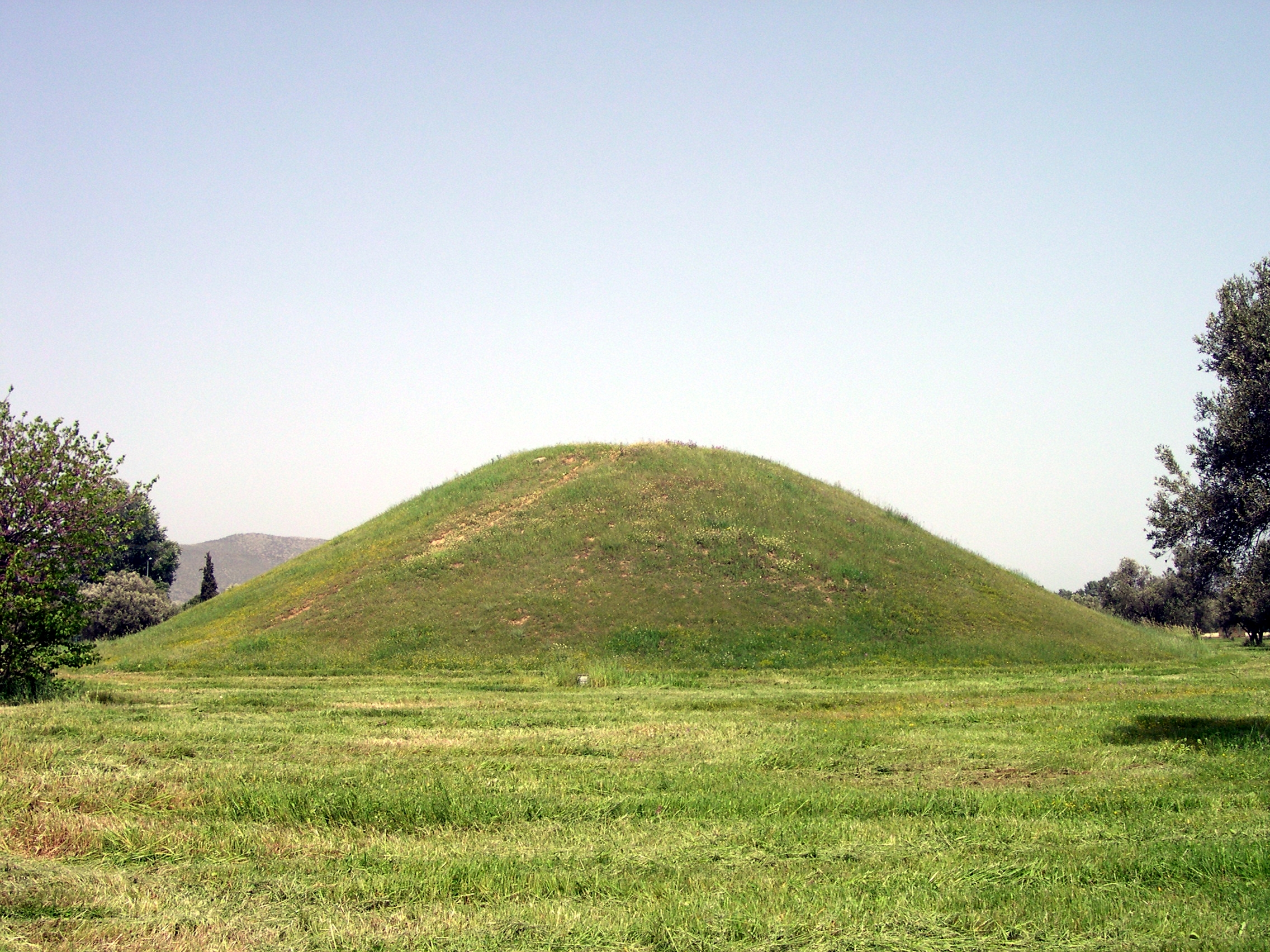
Древний курган на Марафонском поле, в котором были захоронены останки афинян, павших в битве при Марафоне. В 1824 году у этого кургана расположился лагерь повстанцев под командованием Я. Гураса

3 июля в ожидании Омер-паши Гурас разбил лагерь у древнего кургана, где были захоронены кости афинян, погибших в битве при Марафоне, и который в те годы был окружён неизвестно когда и кем построенной низкой стеной.
Силы Омера-паши подошли к Марафонскому полю 4 июля. Утром 5 июля (Вакалопулос на основании воспоминаний Христофора Перревоса указывает 6 июля:568) артиллерия турок начала обстрел греческих позиций, после чего в атаку пошли янычары и турецкая кавалерия. Все многократные турецкие атаки были отражены с большими потерями для турок. В ходе боя в общем малограмотный Гурас пытался воодушевить своих бойцов, напоминая им о подвиге, совершённом предками на этом же поле двумя тысячами лет раннее.
Историк Димитрис Фотиадис характеризует это сражение греческим словом αμφίρροπο (амфирропо — переменчиво склоняющимся к любому исходу):Δ-366.
И именно в этот момент, в полном соответствии с фразой «ως από μηχανής θεός» (Deus ex machina) из древнего греческого театра, к полной неожиданности как для турок, так и для греков, на поле боя появился отряд старого гетериста Дионисия Эвморфопулоса (1780—1861).
Как часто случалось в годы Освободительной войны Греции, командиры иррегулярных отрядов действовали по своему усмотрению и на свой страх и риск. Эвморфопулос, который со своим отрядом находился в регионе Коринфа, сразу по получении информации о высадке Омер-паши на восточном побережье Аттики и не информируя Гураса, совершил марш-бросок и появился на Марафонском поле в критический момент сражения.
Непредвиденное появление отряда Эвморфопулоса воодушевило греческих повстанцев и внесло панику в ряды турок. Гурас и тысячник Рукис возглавили контратаку. Турки бежали, оставив на поле боя 260 убитых, в том числе командира янычар Ибрагима. В числе трофеев, взятых греками, были два боевых турецких знамени.
В горячке победы Гурас «опустился до подражания варварским турецким триумфальным традициям», отправив старейшинам в Афины, кроме двух турецких знамён, и 30 отрубленных турецких голов.
Полный гордости и противопоставляя свою победу победе при Гравье в марте 1821 года, в которой он также принял участие, но где командиром был Одиссей Андруцос, Гурас писал старейшинам, что нынешняя победа охарактеризована бо́льшим героизмом, нежели победа при Гравье, и при всей своей малограмотности писал что «(мы) победили там, где когда-то победил Мильтиад».

## После Марафона
После своего поражения на Марафонском поле Омер-паша отступил к Капандритиону на севере Аттики, где, согласно А. Вакалопулосу:568, 8 июля силы Омера-паши подверглись атаке преследовавших его при всей их малочисленности сил Гураса и Эвморфопулоса, после чего турецкие пехотинцы были спешно переправлены на Эвбею, в то время как кавалеристы отошли к Фивам.
Через неделю после Марафонского сражения, 14 июля, 12 тысяч турок Юсуф-паши Серезли попытались вступить в Восточную Среднюю Грецию с севера, но избегая другого места греческой воинской славы — Фермопил, — и были остановлены и разбиты у села Амблиани 2 тысячами греческих повстанцев, которыми коллективно командовали девять военачальников (К. Дзавелас, Д. Скалцас, А. Сиафакас, Н. Панургиас, Г. Дракос, Х. Перревос, Зарбас, Паномарас, Зервос):Δ-366.
Гурас и Эвморфопулос вернулись в Афины и, поскольку угроза нового турецкого нашествия ещё не миновала, начали готовиться к обороне города.
Омер-паша вновь попытался вступить в Афины в августе того же года и вновь потерпел неудачу.